# Razpelo (Michelangelo)
Dve različni razpeli, leseni skulpturi za razpelo se pripisujeta mojstru visoke renesanse Michelangelu, čeprav nobeno ni splošno sprejeto kot njegovo. Obe sta razmeroma majhni skulpturi, ki sta nastali v času Michelangelove mladosti.

## Skulptura v baziliki sv. Duha
Pobarvana lesena skulptura, ki je bila verjetno dokončana leta 1492 in so jo znanstveniki izgubili izpred oči, dokler se ni ponovno pojavila leta 1962. Običajno ima skulptura naslov Razpelo Santo Spirito, da odraža njegovo trenutno lokacijo. Zdi se, da preiskave leta 2001 potrjujejo pripisovanje Michelangelu in da je bila skulptura izdelana za glavni oltar cerkve Santo Spirito di Firenze v Firencah v Italiji.

### Zgodovina
Michelangelo Buonarroti je bil po smrti svojega zaščitnika Lorenza Medičejskega, ko je bil star sedemnajst let, gost samostana Santa Maria del Santo Spirito v Firencah. Tam mu je bilo dovoljeno opravljati anatomske študije trupel, ki so prihajala iz samostanske bolnišnice. V zameno za to priložnost naj bi izklesal leseno razpelo, ki je bilo postavljeno nad glavnim oltarjem. Po nedokumentiranem datumu je bila skulptura prestavljena na ogled v samostan.
Leta 1962 je bilo razpelo Santo Spirito postavljeno na ogled v muzeju v Firencah, ki je posvečen Michelangelovim delom in zgodovini njegove družine, Casa Buonarroti in sledile so preiskave njegove pristnosti, ki so leta 2001 potrdile pripis Michelangelu in ugotovile, da je bila skulptura morda narejena že leta 1492.
Danes je razpelo obešeno v osmerokotni zakristiji bazilike sv. Duha.

### Opis
Delo je še posebej opazno po tem, da je Kristus popolnoma gol. Golota figure je zvesta evangelijem. Trdijo, da je odstranitev Kristusovega oblačila s strani rimskih vojakov izpolnitev starozavezne prerokbe v Ps 22,19, »Razdeljujejo si moja oblačila in za mojo suknjo žrebajo«. Vsi pisci evangelijev nakazujejo goloto, medtem ko Janez navaja podrobnosti:
Tedaj so vojaki, ko so Jezusa križali, vzeli njegova oblačila in jih razdelili na štiri dele, vsakemu vojaku po del; in tudi njegov plašč: zdaj je bil plašč brez šiva, tkan od zgoraj vsepovsod. Rekli so torej med seboj: Ne trgajmo ga, ampak vrzimo žreb zanj, čigav bo, da se izpolni pismo, ki pravi: Razdelili so si moja oblačila in za mojo obleko so žrebali. Te stvari so torej vojaki počeli.
Znamenje, pritrjeno na križ, vključuje zaničevalni epitet, za katerega pisci evangelijev poročajo, da je bil pritrjen nad njim, da bi se posmehoval Jezusu. Napisano je v hebrejščini, grščini in latinščini. Besedilo se prevede kot Jezus iz Nazareta, judovski kralj. Čeprav se med njimi nekoliko razlikuje, ta napis beležijo vsi evangelisti. Tu je umetnik dal prednost upodobitvi iz Janezovega evangelija (Jn 19,19).
V skulpturi je prisotna tudi rana s sulico, ki je bila posneta podobno, kot jo je rimski vojak zadel v Jezusov bok. Upodobljena je njegova kri, ki kaplja iz rane na desni strani.

## Skulptura v muzeju Margello
Decembra 2008 je italijanska vlada od antikvariata Giancarla Gallina za 3,2 milijona evrov pridobila še eno večbarvno skulpturo za razpelo iz lipovega lesa, kar je manj kot polovica velikosti skulpture Santo Spirito. Meri 41,3 x 39,7 centimetra. Skulptura se imenuje Razpelo Gallino in je prikazano v Bargellu, narodnem muzeju umetnosti v Firencah. Leta 2004 je bila ta manjša skulptura razstavljena v Museo Horne v Firencah.
Ker ta skulptura ni dokumentirana s strani sodobnih Michelangelovih biografov, Ascania Condivija in Giorgia Vasarija, so nekateri umetnostni zgodovinarji delo pripisali Michelangelu le na podlagi slogovnih kriterijev in datirali njegov nastanek okoli leta 1495.

## Razprave o avtentičnosti
Obstajajo akademske razprave o pristnosti teh dveh skulptur, ki ju zdaj pripisujejo Michelangelu.
V knjigi, ki jo je leta 2019 izdala Leipzig University Press, milanski restavrator in umetnostni zgodovinar Antonio Forcellino zavzema stališče v razpravi o Michelangelovem razpelu Santo Spirito. Tam jo identificira kot leseno skulpturo v zasebni lasti. To delo pripisuje Michelangelu ne samo zaradi prikaza anatomskih podrobnosti, ampak predvsem zaradi epigrafa, ki je bil vpisan na zadnji strani dela v začetku osemnajstega stoletja.
Decembra 2009 je bila uvedena preiskava o nakupu razpela Bargello s strani italijanske države. Italijanska tiskovna agencija Agenzia Nazionale Stampa Associata (ANSA) je poročala, da: »več strokovnjakov dvomi o pripisu, pri čemer je doajenka navzkrižnih študij Michelangela, nemška umetnostna zgodovinarka Margrit Lisner, rekla, da gre verjetno za skulpturo Sansovina.«